# انجمن علوم سیاسی آمریکا

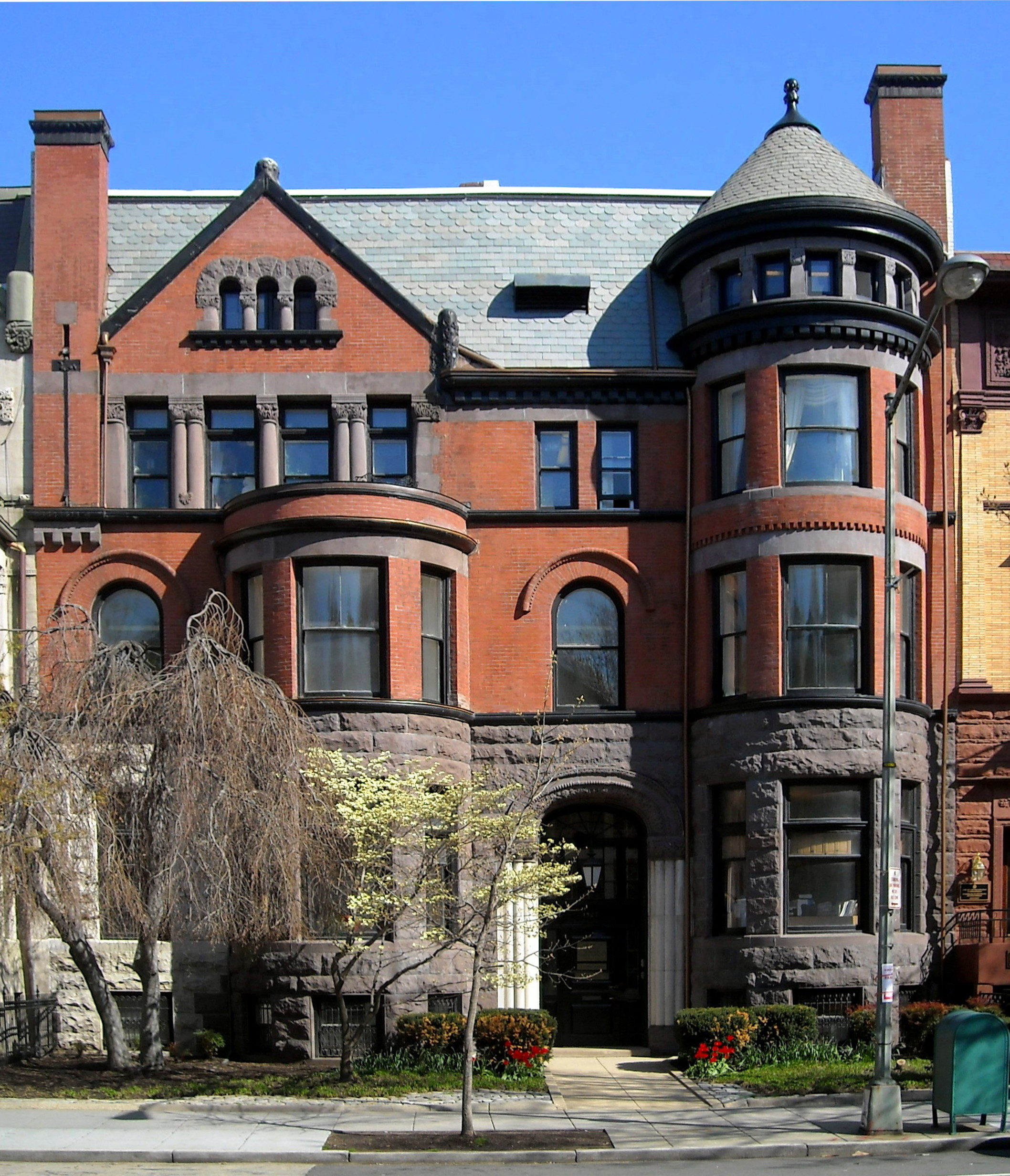
مقر انجمن علوم سیاسی آمریکا در واشینگتن دی.سی.

انجمن علوم سیاسی آمریکا (به انگلیسی: The American Political Science Association (APSA)) انجمن حرفه‌ای و تخصصی از دانشجویان و پژوهشگران علوم سیاسی در ایالات متحدهٔ آمریکا است. انجمن در سال ۱۹۰۳ تأسیس شده و سه ژورنال دانشگاهی (American Political Science Review و Perspectives on Politics و PS: Political Science & Politics) منتشر می‌کند.
رئیس انجمن برای مدت یک سال و به روش رأی بدیل انتخاب می‌شود. وودرو ویلسون، از رؤسای جمهور آمریکا، زمانی ریاست این انجمن را بر عهده داشت (پیش از رئیس‌جمهور شدن). مقر انجمن در شهر واشینگتن دی. سی. در خانه‌ای تاریخی است که زمانی متعلق به هری گارفیلد، پسر رئیس‌جمهور جیمز گارفیلد و رئیس انجمن از ۱۹۲۱ تا ۱۹۲۲، بود.